# Francisco Angulo (político)
Francisco Angulo (Valladolid, 1756– Madrid, 1815) fue un ingeniero de minas y político español.  

## Biografía
Pasó 1780 por la Academia de Minas de Freiberg pasando a dirigir las minas de Taucique, en Saboya. Fue autor de muchos trabajos técnicos sobre minería, en 1794 fue comisionado para visitar las Minas de Almadén siendo director de las mismas en 1796. Al advenimiento del rey José I se destacó colaborando con la Administración afrancesada siendo nombrado director general de Minas. En 1809 se le nombró consejero de Estado, y superintendente general de las Casas de Moneda del Reino y en 1810 comisario regio en Córdoba y  ministro de Hacienda desde el 31 de agosto de 1810 hasta el 27 de junio de 1813 ocupando coyunturalmente el puesto de ministro de la Gobernación durante la ausencia del titular desde el 7 de agosto al 10 de diciembre de 1810.